# Обсерваторія Санглох
Обсерваторія Санглох (тадж. Расадхонаи Санглох) — астрономічна обсерваторія в Таджикистані в 90 км на південний схід від Душанбе. Була побудована в 1980 році на горі Санглох. Є частиною Інституту астрофізики Академії Наук Республіки Таджикистан.

## Історія
Дослідження астроклімату під керівництвом О. П. Васильянівської показали, що Санглох — місце з найспокійнішою атмосферою в СРСР. З 1957 року і до 1980 року на Саглоху працювала постійна гірська станція відділу змінних зір. Обсерваторія проєктувалася під керівництвом Олега Добровольського. Будівництво було розпочато в 1977 році та завершено в 1980 році. У 1990-х роках купол Цейса-1000 піддавався обстрілу, пульт управління Цейса-1000 був розбитий, а на головному дзеркалі Цейса-600 є відколи — результат мародерства населення під час пошуку кольорових металів.

## Інструменти обсерваторії
- Цейс-1000, D=1 м, F=13 м, система Річчі-Кретьєна-Куде. Побудований 1980 року[1]. Зараз в неробочому стані.
- Цейс-600. Завезений на гору в кінці 1980-х років. У 2009 році відновлений за допомоги ISON.
- 19-см f/1,5 рефлектор Genon 300/1.5 (VT-78). Проводить оглядові спостереження штучних супутників та космічного сміття.

## Напрями досліджень
- Спостереження метеорних потоків та болідів на камерах типу «риб'яче око»
- Спостереження штучних супутників Землі
- Дослідження комет та астероїдів
- Спостереження змінних зір, зокрема поляриметрія зір типу Т-Тільця
- Дослідження структури близьких галактик та комплексів зореутворення в них
- Дослідження оптичної змінності квазарів